# Xavier Montrouzier
Rev. P. Xavier Montrouzier  (1820 - 1897 ) fue un religioso marista, botánico, zoólogo y explorador francés.
Exploró y estudió flora y fauna de la Melanesia, con énfasis en Nueva Caledonia.

## Algunas publicaciones

### Libros
- Xavier Montrouzier. 1860. Notice historique, ethnographique et physique sur la Nouvelle-Calédonie. Editor Impr. de Ch. Lahure, 52 pp.

- ------------------------. 1859. Extrait des Annales de la Société entomologique de France. Con Pierre Hippolyte Lucas. Editor Imprimiere F. Maltheste, 200 pp.

- -----------------------. 1856. Suite de la fauna de l'Ile de Woodlark ou Moiou. 504 pp.

- -----------------------. 1855. Essai sur la fauna de l'Ile de Woodlark ou Moiou. Editor Impr. de Dumoulin, 114 pp.

## Honores

### Conmemoración
- abril de 2008: la Parroquia de Nathalo Lifou, fundada en 1858 por el Padre Montrouzier en Nueva Caledonia, celebró el 150.º aniversario de su primera misa. Para esa ocasión, una cruz Languedoc, de cerámica, fue dada a la parroquia por Monseñor Guy Thomazeau, arzobispo de Montpellier, ciudad natal del Padre Montrouzier.[1]

### Epónimos
diecisiete especies vegetales
- (Euphorbiaceae) Phyllanthus montrouzieri Guillaumin & Guillaumin
- (Lecythidaceae) Barringtonia montrouzieri Vieill.
- (Meliaceae) Aglaia montrouzieri Pierre ex Pellegr.

- La abreviatura «Montrouz.» se emplea para indicar a Xavier Montrouzier como autoridad en la descripción y clasificación científica de los vegetales.[2]